# 163 Erigone
Erigone /ɪˈrɪɡəniː/ (định danh hành tinh vi hình: 163 Erigone) là một tiểu hành tinh khá lớn và có màu sáng ở vành đai chính. Tên nó được dùng để đặt cho nhóm tiểu hành tinh họ Erigone. Ngày 26 tháng 4 năm 1876, nhà thiên văn học người Pháp Henri J. A. Perrotin phát hiện tiểu hành tinh Erigone khi ông thực hiện quan sát tại Đài quan sát Toulouse và đặt tên nó theo một trong hai tên Erigone trong thần thoại Hy Lạp.
Erigone là một tiểu hành tinh tương đối lớn và tối với kích thước ước tính 73 km. Dựa trên phổ của nó, nó được phân loại là một tiểu hành tinh kiểu C, cho thấy nó có thể có thành phần cacbon.

## Sự kiện che khuất Regulus vào năm 2014

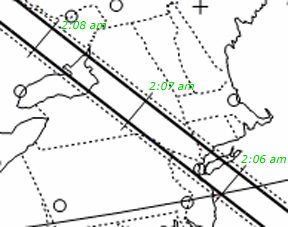
Phần che khuất từ New York đến Ontario

Vào những giờ đầu buổi sáng ngày 20 tháng 3 năm 2014, Erigone đã che khuất một ngôi sao cấp một Regulus như dự đoán đầu tiên của A. Vitagliano năm 2004. Đây là một trường hợp hiếm hoi của việc che khuất một ngôi sao sáng đang nhìn thấy từ một khu vực đông dân, vì con đường bóng tối di chuyển qua bang New York và Ontario, bao gồm cả năm quận thuộc thành phố New York. Những người quan sát trên con đường bóng tối có thể nhìn thấy chớp chớp trong chớp mắt chỉ trong 14 giây.
Tuy nhiên, những đám mây nặng và mưa ngăn không cho tất cả mọi người xem trên con đường bóng tối. Trang web của Hiệp hội Thời gian Che khuất Quốc tế không liệt kê bất kỳ quan sát thành công nào cả.